# Freddy Adu
Fredua Koranteng Adu mais conhecido como Freddy Adu (Tema, 2 de Junho de 1989), é um ex-futebolista nascido em Gana e naturalizado americano.
Foi considerado uma das mais jovens revelações do futebol mundial devido aos seus dribles, assistências e gols, sendo chamado de 'novo Pelé'.

## Carreira
Nascido em Gana, mas vivendo nos Estados Unidos desde a infância, despontou no cenário internacional quando tinha só 13 anos. Em 2003, ainda no começo da adolescência, disputou os Mundiais sub-17 e sub-20 pela seleção norte-americana.
Adu se profissionalizou aos 14 anos, em novembro de 2003, assinou contrato com o DC United, passou a receber o maior salário dentre todos os jogadores da MLS e com 16 já estreava pela seleção principal dos Estados Unidos. Neste época, chamou atenção de Sir Alex Ferguson, foi capa do game FIFA 06, fez propaganda da Pepsi com o próprio Pelé, assinou contrato de US$ 1 milhão com a Nike e virou reportagem no The New York Times.
De lá, o atacante optou por fechar com o Benfica. Após 21 jogos pelas Águias (479 minutos) e cinco gols, Adu trocou Portugal pela França, ao acertar com o Monaco. A decisão foi chamada pelo jogador como a pior de sua carreira.
Depois do Monaco, rodou por clubes de Portugal, Grécia, Turquia, voltou aos Estados Unidos e até chegou a jogar no Brasil, no Bahia, em 2013, em uma troca que envolveu a ida do volante Kléberson ao Philadelphia Union. No tricolor, Adu disputou apenas sete jogos, entre março e novembro de 2013, somando 130 minutos.
Em novembro de 2018 rescindiu com o Las Vegas Light, que disputava a USL.
Seu último clube foi o Osterlen FF, da 4ª divisão sueca. Por lá, rescindiu o contrato antes mesmo de entrar em campo oficialmente.
Sem clube desde 2020, Freddy Adu se mantém dando aulas particulares de futebol para jovens nos Estados Unidos.
Adu possui conta em uma plataforma de relacionamento chamada "Cameo", na qual vende mensagens de texto e vídeos personalizados para fãs conquistados nos tempos em que era apontado como o futuro do futebol.

### Seleção Norte-Americana
O primeiro jogo pela seleção aconteceu no dia 22 de janeiro de 2006, em amistoso contra o Canadá.
Adu representou a Seleção Estadunidense de Futebol nas Olimpíadas de 2008.
A última experiência pela equipe nacional foi na Copa Ouro de 2011, na derrota por 4 a 2 para o México.
Ao todo, foram 17 jogos pela seleção norte-americana, entre 2006 e 2011, marcando 2 gols.

## Campanhas de destaque
Seleção dos Estados Unidos
- Copa das Confederações: 2º lugar - 2009

DC United
- MLS Cup: 2004
- MLS Supporters' Shield: 2006